# Dawn Upshaw
Dawn Upshaw (ur. 17 lipca 1960 w Nashville) – amerykańska śpiewaczka klasyczna (sopranistka).
Ukończyła Manhattan School of Music. Czterokrotnie zdobyła Nagrodę Grammy. Przyczyniła się w 1992 do popularyzacji Symfonii pieśni żałosnych Henryka Mikołaja Góreckiego, nagrywając ją  dla Nonesuch Records wraz z London Sinfonietta.